# 張興 (明朝)
張興（14世纪？—1407年），河南江北等處行中書省安豐路寿州（治所在今安徽省壽縣）人，明軍人物、靖難之役人物。安鄉伯。

## 生平
靖難之役時，張興任燕山左護衛指揮僉事。之後因功任都指揮同知。其與侄張勇作戰勇敢，后重傷不能戰。永樂年間，封安鄉伯。永樂五年去世。